# Bašir Varajev
Bašir Varajev (* 23. dubna 1964) je bývalý ruský zápasník–judista čečenské národnosti, bronzový olympijský medailista z roku 1988.

## Sportovní kariéra
Připravoval se v Grozném pod vedením Felixe Kucela. V sovětské judistické reprezentaci vedené Gennadijem Kaletkinem se pohyboval od roku 1985 v polostřední váze do 78 kg a v roce 1987 se jako první čečenský judista prosadil na post reprezentační jedničky. V roce 1988 startoval na olympijských hrách v Soulu, ale v semifinále s Polákem Waldemarem Legieńem se rozhodčí přiklonili praporky k jeho soupeři. V boji o třetí místo porazil Kanaďana Kevina Dohertyho a získal bronzovou olympijskou medaili. V roce 1990 dovršil mezi muži ojedinělou sérii čtyř titulů mistra Evropy v řadě. V roce 1992 po dohodě s reprezentačním trenérem Vladimirem Kaplinem přepustil své pozice v reprezentaci mladšímu bratru Šaripovi.
Bašir Varajev patřil k spektakulárním judistům s osobní technikou uči-mata, ale jeho nestandardní, ostrý pravý úchop na zádech často neměl u rozhodčích pochopení k vyššímu hodnocení než wazari. Na své tituly mistra Evropy tak v konkurenci japonských judistů ve světě nenavázal.

## Výsledky
| Turnaj             | 1983  | 1984  | 1985             | 1986             | 1987             | 1988             | 1989             | 1990             | 1991             |
| Turnaj             | 19    | 20    | 21               | 22               | 23               | 24               | 25               | 26               | 27               |
| Turnaj             | lehká | lehká | polostřední váha | polostřední váha | polostřední váha | polostřední váha | polostřední váha | polostřední váha | polostřední váha |
| ------------------ | ----- | ----- | ---------------- | ---------------- | ---------------- | ---------------- | ---------------- | ---------------- | ---------------- |
| Olympijské hry     |       | —     |                  |                  |                  | 3.               |                  |                  |                  |
| Mistrovství světa  | —     |       | —                |                  | 2.               |                  | 3.               |                  | 3.               |
| Mistrovství Evropy | —     | —     | —                | —                | 1.               | 1.               | 1.               | 1.               | 3.               |
| MS juniorů         | 2.    |       |                  |                  |                  |                  |                  |                  |                  |
| ME juniorů         | 1.    | 1.    |                  |                  |                  |                  |                  |                  |                  |